# Liste der Kulturgüter in Noble-Contrée
Die Liste der Kulturgüter in Noble-Contrée enthält alle Objekte in der Gemeinde Noble-Contrée im Kanton Wallis, die gemäss der Haager Konvention zum Schutz von Kulturgut bei bewaffneten Konflikten, dem Bundesgesetz vom 20. Juni 2014 über den Schutz der Kulturgüter bei bewaffneten Konflikten sowie der Verordnung vom 29. Oktober 2014 über den Schutz der Kulturgüter bei bewaffneten Konflikten unter Schutz stehen.
Objekte der Kategorien A und B sind vollständig in der Liste enthalten, Objekte der Kategorie C fehlen zurzeit (Stand: 1. Januar 2023).

## Kulturgüter
| Foto | | Objekt | Kat. | Typ | Standort                                           | Beschreibung                                                                                    |
| ---- | --- | --- | ---- | --- | -------------------------------------------------- | ----------------------------------------------------------------------------------------------- |
| ja   | Datei hochladen · Wikidata zu Schloss Venthône (Q29573944)                                                         | Turm / Tour KGS-Nr.: 07163 | A    | G   | Venthône, Ruelle du Château 8 607184 / 128468      |                                                                                                 |
| ja   | Datei hochladen · Wikidata zu Bogenbrücke über die Raspille (Q29892297)                                            | Bogenbrücke über die Raspille / Pont voûté sur la Raspille KGS-Nr.: 06850                                                                | B    | G   | Miège, Route des Marais 609329 / 129159            | Das Objekt liegt hälftig auf dem Gemeindegebiet von Noble-Contrée und von Salgesch (Nr. 17511). |
| ja   | Datei hochladen · Wikidata zu Schloss des Anchettes, mit Kornspeichern, Raccard und Kapelle (Ensemble) (Q29929008) | Schloss des Anchettes, mit Kornspeichern, Raccard und Kapelle / Château des Anchettes avec greniers, raccards et chapelle KGS-Nr.: 07160 | B    | G   | Venthône, Route d’Anchettes 24, 26 606818 / 127969 |                                                                                                 |
| ja   | Datei hochladen · Wikidata zu Kirche Saint-Sébastien (Q29929065)                                                   | Kirche Saint-Sébastien / Eglise St-Sébastien KGS-Nr.: 07162                                                                              | B    | G   | Venthône, Ruelle du Château 9 607192 / 128495      |                                                                                                 |
| ja   | Datei hochladen · Wikidata zu Kapelle Saint-François (Q29929295)                                                   | Kapelle Saint-François / Chapelle St-François KGS-Nr.: 07176                                                                             | B    | G   | Veyras, Avenue St-François 51 607566 / 127889      |                                                                                                 |
| ja   | Datei hochladen · Wikidata zu Kapelle Saint-Marie (Q29929297)                                                      | Kapelle Sainte-Marie / Chapelle Ste-Marie KGS-Nr.: 07177                                                                                 | B    | G   | Veyras, Passage Ste-Agnès 1a 607790 / 128421       |                                                                                                 |
| ja   | Datei hochladen · Wikidata zu Schloss Muzot (Q5118815)                                                             | Mittelalterlicher Turm (Rilke) / Tour médiévale (Rilke) KGS-Nr.: 07178                                                                   | B    | G   | Veyras, Route du Moulin 6 607822 / 128340          |                                                                                                 |
| BW   | Datei hochladen | Maison de Platea KGS-Nr.: 17433 | B    | G   | Venthône, La Place 10 607161 / 128518              |                                                                                                 |